# Fatty chez les peaux rouges
 (août 2025).
Pour plus de détails, voir Fiche technique et Distribution.
Fatty chez les peaux rouges (Fatty and Minnie-he-Haw) est une comédie burlesque réalisée par Roscoe Arbuckle sortie en 1914.

## Fiche technique
- Titre : Fatty chez les peaux rouges
- Titre original : Fatty and Minnie-he-Haw
- Réalisation : Roscoe Arbuckle
- Producteur : Mack Sennett
- Société de production : The Keystone Film Company
- Pays : américain
- Format : Noir et blanc - 1,33:1 - Format 35 mm
- Langue : film muet intertitres anglais
- Genre : Comédie
- Durée : une bobine
- Date de sortie : 
  - États-Unis : 21 décembre 1914

## Distribution
- Roscoe "Fatty" Arbuckle : Fatty
- Minnie Devereaux : Minnie He-Haw
- Minta Durfee : Minta
- Josef Swickard : père de Minta
- Harry McCoy : pilier de bar
- Joe Bordeaux : barman
- Billy Gilbert : cowboy de petite taille au saloon
- William Hauber : cowboy rieur au saloon
- Frank Hayes : villageois barbu au saloon
- Slim Summerville : contrôleur